# 路易斯·普萊斯
路易斯·普萊斯（英語：Lewis Price；1984年7月19日—）是一位威爾士足球運動員，在場上司職守門員。他現在效力於英超球隊水晶宮。他也效力過德比郡和伊普斯維奇城等球隊。

## 外部連結
- 足球数据库：路易斯·普萊斯的球员统计数据
- Derby County F.C. official player page
- Ipswich Town F.C. official player page